# Norra Kalltorpssjön
Norra Kalltorpssjön är en av SCB avgränsad och namnsatt småort i Rommele socken i Trollhättans kommun. Den omfattar bebyggelse vid Kalltorpssjön, strax söder om Ålstad, 4 km söder om Sjuntorp och 17 km söder om Trollhättan, och består av fritidshusbebyggelse som i ökad utsträckning har kommit att bli permanentbebodd.

## Befolkningsutveckling
SCB avgränsade en småort på platsen första gången år 2000. Då benämndes den Norr Kalltorpssjön och bestod av 12 hektar med 51 invånare. Vid nästa avgränsning, år 2005, hade befolkningen sjunkit under 50 personer och SCB räknade inte längre området som en småort. Vid avgränsningen 2010 var befolkningen 51 invånare på 18 hektar och SCB räknade återigen platsen som en småort, denna gång med benämningen Norra Kalltorpssjön.
| Befolkningsutvecklingen i Norra Kalltorpssjön 2000–2015 | Befolkningsutvecklingen i Norra Kalltorpssjön 2000–2015 | Befolkningsutvecklingen i Norra Kalltorpssjön 2000–2015 | Befolkningsutvecklingen i Norra Kalltorpssjön 2000–2015 | Befolkningsutvecklingen i Norra Kalltorpssjön 2000–2015 |
| ------------------------------------------------------- | ------------------------------------------------------- | ------------------------------------------------------- | ------------------------------------------------------- | ------------------------------------------------------- |
|                                                         |                                                         |                                                         |                                                         |                                                         |
| År                                                      |                                                         |                                                         | Folkmängd                                               | Areal (ha)                                              |
| 2000                                                    | 2000                                                    |                                                         | 51                                                      | 12#                                                     |
| 2010                                                    | 2010                                                    |                                                         | 51                                                      | 18#                                                     |
| 2015                                                    | 2015                                                    |                                                         | 59                                                      | 25#                                                     |
| Anm.: Ej småort 2005. Ny småortskod 2010. # Som småort. |                                                         |                                                         |                                                         |                                                         |